# یواس‌اس کریستینا (وای‌ایجی-۳۲)
یواس‌اس کریستینا (وای‌ایجی-۳۲) (به انگلیسی: USS Christiana (YAG-32)) یک کشتی بود که طول آن ۱۴۵ فوت ۶ اینچ (۴۴٫۳۵ متر) بود. این کشتی در سال ۱۸۹۲ ساخته شد.